# 堀田正虎
堀田 正虎（ほった まさとら）は、江戸時代前期から中期にかけての大名。下野国大宮藩主、陸奥国福島藩2代藩主、出羽国山形藩主。官位は従四位下・伊豆守。正俊系堀田家3代。

## 生涯
寛文2年（1662年）7月19日、大老堀田正俊の次男として誕生した。延宝3年（1675年）、4代将軍・徳川家綱に拝謁し、延宝9年（1681年）6月1日に中奥詰の御小姓となる。天和2年（1682年）に従五位下、伊豆守に叙任する。貞享元年（1684年）に正俊が暗殺されると、家督は双子の兄である正仲が継いだが、このとき父の遺領から2万石を分与されて大宮藩主となった。
元禄7年（1694年）に正仲が死去すると、その養子として福島藩を継ぎ、大宮藩は廃藩となった。
ここまでに堀田家は同じ10万石でも実石高の高い古河から実入りの少ない山形、さらに実入りの少ない福島へと移されたため、転封の費用も含めて藩財政は逼迫、家臣らが困窮したため、大量の藩士を解雇した。この中には後に幕閣の大物となる新井白石も含まれる。
元禄13年（1700年）には出羽山形に移封され、宝永7年（1710年）12月18日には従四位下に叙任される。
享保13年（1728年）7月7日に大坂城代に任じられるが、翌年1月22日に任地に赴く旅中の伊勢亀山にて死去した。享年68。
実子は早世していたため、従兄の堀田正休の五男・正直を養子としていたが、正直も早世したためその子・正春が跡を継いだ。また、弟・正武の子の正亮も養子に迎え、遺領のうち3000石が正亮に与えられた。
将軍の意向を受けて、生類憐れみの令を藩内で忠実に実行したと言われる。

## 系譜
- 父：堀田正俊（1634年 - 1684年）
- 母：稲葉正則の娘
- 養父：堀田正仲（1662年 - 1694年）
- 正室：永井尚申の娘
- 生母不明の子女
  - 長男：堀田正興
  - 三男：堀田正村
- 養子
  - 男子：堀田正直（1689年 - 1717年） - 堀田正休の五男
  - 男子：堀田正春（1715年 - 1731年） - 堀田正直の長男
  - 男子：堀田正亮（1712年 - 1761年） - 堀田正武の長男
  - 女子：五島盛佳正室 - 堀田正休の娘